# Гагаринский район (Смоленская область)
Гага́ринский райо́н — административно-территориальная единица (район) и муниципальное образование (муниципальный район) на северо-востоке Смоленской области России.
Административный центр — город Гагарин.

## География
Территориально район граничит: на севере с Тверской областью, на северо-западе с Сычевским районом, на западе с Новодугинским районом, на юго-западе с Вяземским районом, на юге с Тёмкинским районом, на востоке с Московской областью. Площадь района — 2904 км².
На территории района находится крайняя восточная точка Смоленской области (4 км к востоку от деревни Запрудня) 55°35′39″ с. ш. 35°23′19″ в. д.. Большую часть района занимают Гжатско-Рузская и Гжатско-Протвинская возвышенность. На западе расположена Гжатско-Вазузская (Сычёвская) низина. В пределах территории находится большая часть крупнейшего в области Вазузского водохранилища и Яузское водохранилище, входящих в состав Вазузской гидросистемы.
По территории района протекают реки Гжать, Яуза, Олеля, Петровка. В пределах района находится часть верхнего течения реки Москва. Почвы в районе дерново-средне- и сильноподзолистыми почвами на моренах, по склонам — дерново-сильно- и среднеподзолистые на лёссовидных суглинках, в низменностях — дерново-сильноподзолистые с пятнами дерново-подзолистых глеевых. Леса занимают 42,2 % территории.

## История
Гжатский уезд был впервые образован в 1775 году и существовал до 1929 года. В 1929 году был образован Гжатский район, состоящий из территорий бывших Гжатского, Вяземского и Сычёвского уездов. 5 марта 1960 года ко Гжатскому району был присоединён Кармановский район, а 21 августа 1961 года — часть территории упразднённого Тумановского района. 23 апреля 1968 года район переименован в Гагаринский.

## Население
| 1926    | 1959    | 1970    | 1979    | 1989    | 2002    | 2009    | 2010    | 2011    |
| ------- | ------- | ------- | ------- | ------- | ------- | ------- | ------- | ------- |
| 60 377  | ↘30 145 | ↗42 385 | ↘23 962 | ↘21 978 | ↗46 401 | ↘41 295 | ↗48 928 | ↘48 701 |
| 2012    | 2013    | 2014    | 2015    | 2016    | 2017    | 2018    | 2019    | 2020    |
| ↘48 037 | ↘47 155 | ↘46 415 | ↘45 940 | ↘45 316 | ↘45 026 | ↘44 649 | ↘44 357 | ↗44 484 |
| 2021    | 2024    |         |         |         |         |         |         |         |
| ↘41 306 | ↘39 257 |         |         |         |         |         |         |         |

### Урбанизация
В городских условиях (город Гагарин) проживают 64,64 % населения района.

### Национальный состав
По итогам переписи населения 2020 года проживали следующие национальности (национальности менее 0,1 % и другое, см. в сноске к строке «Другие»):
| Национальность | Численность, чел. | Доля     |
| -------------- | ----------------- | -------- |
| Русские        | 36 341            | 87,98 %  |
| Армяне         | 587               | 1,42 %   |
| Таджики        | 307               | 0,74 %   |
| Украинцы       | 252               | 0,61 %   |
| Белорусы       | 209               | 0,51 %   |
| Цыгане         | 180               | 0,44 %   |
| Узбеки         | 86                | 0,21 %   |
| Татары         | 72                | 0,17 %   |
| Молдаване      | 61                | 0,15 %   |
| Другие         | 3211              | 7,77 %   |
| Итого          | 41 306            | 100,00 % |

## Муниципально-территориальное устройство
В муниципальный район входят 4 муниципальных образования, в том числе 1 городское поселение и 3 сельских поселения:
| № | Муниципальное образование       | Административный центр | Количество населённых пунктов | Население (чел.) | Площадь (км²) |
| - | ------------------------------- | ---------------------- | ----------------------------- | ---------------- | ------------- |
| 1 | Гагаринское городское поселение | город Гагарин          | 2                             | ↘25 384          | 17,95         |
| 2 | Гагаринское сельское поселение  | деревня Клушино        | 103                           | ↗6264            |               |
| 3 | Кармановское сельское поселение | село Карманово         | 41                            | ↘3074            |               |
| 4 | Никольское сельское поселение   | деревня Никольское     | 109                           | ↘5458            |               |

Первоначально Законом Смоленской области от 28 декабря 2004 года было создано 16 муниципальных образований, в том числе 1 городское и 15 сельских поселений. Законом Смоленской области от 20 декабря 2018 года, к 1 января 2019 года были упразднены 12 сельских поселений: Ашковское, Акатовское, Баскаковское, Пречистенское и Родомановское (включены в Гагаринское сельское поселение); Ельнинское и Самуйловское (включены в Кармановское сельское поселение); Мальцевское, Покровское, Потаповское, Серго-Ивановское и Токаревское (включены в Никольское сельское поселение).
| №  | Муниципальное образование 2005—2018 гг. | Административный центр | Количество населённых пунктов | Население (чел.) | Площадь (км²) |
| -- | --------------------------------------- | ---------------------- | ----------------------------- | ---------------- | ------------- |
| 1  | Гагаринское городское поселение         | город Гагарин          | 2                             | ↘25 384          | 17,95         |
| 2  | Акатовское сельское поселение           | деревня Акатово        | 24                            | ↘1240            | 302,70        |
| 3  | Ашковское сельское поселение            | деревня Ашково         | 18                            | ↗1619            | 100,00        |
| 4  | Баскаковское сельское поселение         | село Баскаково         | 11                            | ↘429             | 111,00        |
| 5  | Гагаринское сельское поселение          | деревня Клушино        | 19                            | ↗6264            | 209,00        |
| 6  | Ельнинское сельское поселение           | деревня Ельня          | 13                            | ↘463             | 218,61        |
| 7  | Кармановское сельское поселение         | село Карманово         | 14                            | ↘3074            | 245,00        |
| 8  | Мальцевское сельское поселение          | деревня Мальцево       | 13                            | ↗334             | 140,00        |
| 9  | Никольское сельское поселение           | деревня Никольское     | 18                            | ↘5458            | 150,00        |
| 10 | Покровское сельское поселение           | деревня Покров         | 34                            | ↘553             | 161,42        |
| 11 | Потаповское сельское поселение          | деревня Потапово       | 17                            | ↘717             | 96,08         |
| 12 | Пречистенское сельское поселение        | село Пречистое         | 18                            | ↘1017            | 137,90        |
| 13 | Родомановское сельское поселение        | деревня Родоманово     | 13                            | ↘1131            | 280,00        |
| 14 | Самуйловское сельское поселение         | село Самуйлово         | 14                            | ↘595             | 300,00        |
| 15 | Серго-Ивановское сельское поселение     | село Серго-Ивановское  | 15                            | ↘1136            | 133,93        |
| 16 | Токарёвское сельское поселение          | село Токарево          | 12                            | ↘918             | 101,98        |

### Населённые пункты
В Гагаринском районе 255 населённых пунктов, в том числе 1 городской населённый пункт (город Гагарин) и 254 сельских населённых пункта.
| №   | Населённый пункт        | Тип     | Население | Муниципальное образование       |
| --- | ----------------------- | ------- | --------- | ------------------------------- |
| 1   | Гагарин                 | город   | ↘25 374   | Гагаринское городское поселение |
| 2   | Аббакумово              | деревня | 5         | Гагаринское сельское поселение  |
| 3   | Акатово                 | деревня | 524       | Гагаринское сельское поселение  |
| 4   | Алексеевка              | деревня | 367       | Никольское сельское поселение   |
| 5   | Алексияновка            | деревня | 2         | Кармановское сельское поселение |
| 6   | Аленкино                | деревня | 28        | Никольское сельское поселение   |
| 7   | Амшарево                | деревня | 1         | Никольское сельское поселение   |
| 8   | Андреевка               | деревня | 12        | Никольское сельское поселение   |
| 9   | Андроново               | деревня | 1         | Гагаринское сельское поселение  |
| 10  | Анисово                 | деревня | 5         | Никольское сельское поселение   |
| 11  | Арденево                | деревня | 4         | Никольское сельское поселение   |
| 12  | Аржаники                | деревня | 1         | Кармановское сельское поселение |
| 13  | Арменево                | деревня | 29        | Никольское сельское поселение   |
| 14  | Астахово                | деревня | 333       | Никольское сельское поселение   |
| 15  | Ашково                  | деревня | 531       | Гагаринское сельское поселение  |
| 16  | Барсуки                 | деревня | 2         | Кармановское сельское поселение |
| 17  | Барсуки                 | деревня | 5         | Кармановское сельское поселение |
| 18  | Барышево                | деревня | 10        | Гагаринское сельское поселение  |
| 19  | Баскаково               | село    | 499       | Гагаринское сельское поселение  |
| 20  | Батюшково               | деревня | 7         | Никольское сельское поселение   |
| 21  | Батюшково               | посёлок | 26        | Никольское сельское поселение   |
| 22  | Беливцы                 | деревня | 6         | Никольское сельское поселение   |
| 23  | Белкино                 | деревня | 11        | Никольское сельское поселение   |
| 24  | Битюково                | деревня | 3         | Гагаринское сельское поселение  |
| 25  | Благодатное             | посёлок | 101       | Кармановское сельское поселение |
| 26  | Болычево                | деревня | 9         | Гагаринское сельское поселение  |
| 27  | Большие Подъёлки        | деревня | 0         | Гагаринское сельское поселение  |
| 28  | Борняки                 | деревня | 8         | Гагаринское сельское поселение  |
| 29  | Борщуково               | деревня | 0         | Кармановское сельское поселение |
| 30  | Бочкари                 | деревня | 0         | Никольское сельское поселение   |
| 31  | Брылево                 | деревня | 4         | Гагаринское сельское поселение  |
| 32  | Будаево                 | деревня | 23        | Никольское сельское поселение   |
| 33  | Буриново                | деревня | 0         | Гагаринское сельское поселение  |
| 34  | Бурцево                 | деревня | 0         | Никольское сельское поселение   |
| 35  | Василево                | деревня | 34        | Никольское сельское поселение   |
| 36  | Василисино              | станция | 9         | Никольское сельское поселение   |
| 37  | Васильевское            | село    | 58        | Никольское сельское поселение   |
| 38  | Вежное                  | деревня | 19        | Никольское сельское поселение   |
| 39  | Величково               | деревня | 84        | Никольское сельское поселение   |
| 40  | Веригино                | деревня | 20        | Гагаринское сельское поселение  |
| 41  | Ветцы                   | деревня | 44        | Никольское сельское поселение   |
| 42  | Вешки                   | деревня | 24        | Никольское сельское поселение   |
| 43  | Вишенка                 | деревня | 2         | Кармановское сельское поселение |
| 44  | Власьево                | деревня | 10        | Кармановское сельское поселение |
| 45  | Воробьёво               | деревня | 51        | Гагаринское сельское поселение  |
| 46  | Всходово                | деревня | 0         | Кармановское сельское поселение |
| 47  | Выкопань                | деревня | 5         | Кармановское сельское поселение |
| 48  | Выродово                | деревня | 1         | Кармановское сельское поселение |
| 49  | Высокое                 | деревня | 6         | Гагаринское сельское поселение  |
| 50  | Вятское                 | деревня | 18        | Никольское сельское поселение   |
| 51  | Гладкое                 | деревня | 1         | Кармановское сельское поселение |
| 52  | Голомаздово             | деревня | 15        | Кармановское сельское поселение |
| 53  | Горлово                 | деревня | 42        | Гагаринское сельское поселение  |
| 54  | Городище                | деревня | 7         | Никольское сельское поселение   |
| 55  | Городок                 | деревня | 3         | Гагаринское сельское поселение  |
| 56  | Гостевое                | деревня | 9         | Никольское сельское поселение   |
| 57  | Груздево                | деревня |           | Гагаринское сельское поселение  |
| 58  | Гульцово                | деревня | 6         | Гагаринское сельское поселение  |
| 59  | Данильцево              | деревня | 5         | Гагаринское сельское поселение  |
| 60  | Двоешки                 | деревня | 2         | Кармановское сельское поселение |
| 61  | Дитятино                | деревня | 9         | Никольское сельское поселение   |
| 62  | Добрый Ручей            | деревня | 9         | Никольское сельское поселение   |
| 63  | Долгое                  | деревня | 4         | Гагаринское сельское поселение  |
| 64  | Долгое                  | деревня | 0         | Гагаринское сельское поселение  |
| 65  | Дор                     | деревня | 8         | Никольское сельское поселение   |
| 66  | Дорожно-Ремонтный Пункт | деревня | 50        | Никольское сельское поселение   |
| 67  | Дубинино                | деревня | 4         | Гагаринское сельское поселение  |
| 68  | Дубинино                | деревня | 103       | Кармановское сельское поселение |
| 69  | Дубровище               | деревня | 5         | Никольское сельское поселение   |
| 70  | Дубровка                | деревня | 0         | Гагаринское сельское поселение  |
| 71  | Дубровка                | деревня | 0         | Гагаринское сельское поселение  |
| 72  | Дурово                  | деревня | 0         | Гагаринское сельское поселение  |
| 73  | Ельня                   | деревня | 380       | Кармановское сельское поселение |
| 74  | Еременское              | деревня | 0         | Никольское сельское поселение   |
| 75  | Ефремово                | деревня |           | Никольское сельское поселение   |
| 76  | Жабино                  | деревня | 1         | Гагаринское сельское поселение  |
| 77  | Желобки                 | деревня | 0         | Никольское сельское поселение   |
| 78  | Завидово                | деревня | 0         | Гагаринское сельское поселение  |
| 79  | Зайцево                 | деревня | 14        | Никольское сельское поселение   |
| 80  | Замошки                 | деревня | 36        | Гагаринское сельское поселение  |
| 81  | Запрудня                | деревня | 22        | Гагаринское сельское поселение  |
| 82  | Заречье                 | деревня | 5         | Гагаринское сельское поселение  |
| 83  | Заточино                | деревня | 3         | Гагаринское сельское поселение  |
| 84  | Зикеево                 | деревня | 8         | Гагаринское сельское поселение  |
| 85  | Златоустово             | деревня | 47        | Гагаринское сельское поселение  |
| 86  | Зубково                 | деревня | 10        | Гагаринское сельское поселение  |
| 87  | Ивановское              | деревня | 4         | Никольское сельское поселение   |
| 88  | Ивашково                | деревня | 312       | Гагаринское сельское поселение  |
| 89  | Ивино                   | деревня | 273       | Гагаринское сельское поселение  |
| 90  | Игурово                 | деревня | 1         | Гагаринское сельское поселение  |
| 91  | Извозки                 | деревня | 4         | Гагаринское сельское поселение  |
| 92  | Ильино                  | деревня | 2         | Гагаринское сельское поселение  |
| 93  | Каменка                 | деревня | 5         | Никольское сельское поселение   |
| 94  | Карманово               | село    | 2307      | Кармановское сельское поселение |
| 95  | Кичигино                | деревня | 59        | Гагаринское сельское поселение  |
| 96  | Клушинка                | деревня | 6         | Никольское сельское поселение   |
| 97  | Клушино                 | деревня | 403       | Гагаринское сельское поселение  |
| 98  | Кобылкино               | деревня | 2         | Никольское сельское поселение   |
| 99  | Кожино                  | деревня | 9         | Никольское сельское поселение   |
| 100 | Козлаково               | деревня | 30        | Гагаринское сельское поселение  |
| 101 | Козловка                | деревня | 0         | Гагаринское сельское поселение  |
| 102 | Колесники               | деревня | 3         | Гагаринское сельское поселение  |
| 103 | Колесники               | деревня | 0         | Никольское сельское поселение   |
| 104 | Колокольня              | деревня | 187       | Никольское сельское поселение   |
| 105 | Конобеево               | деревня | 2         | Кармановское сельское поселение |
| 106 | Коренное                | деревня |           | Никольское сельское поселение   |
| 107 | Кормино                 | деревня | 37        | Гагаринское сельское поселение  |
| 108 | Королёво                | деревня |           | Кармановское сельское поселение |
| 109 | Костивцы                | деревня | 9         | Никольское сельское поселение   |
| 110 | Костино                 | деревня | 1         | Кармановское сельское поселение |
| 111 | Котиково                | деревня | 31        | Кармановское сельское поселение |
| 112 | Красицы                 | деревня | 11        | Никольское сельское поселение   |
| 113 | Кузнечики               | деревня | 2         | Никольское сельское поселение   |
| 114 | Куклинка                | деревня | 0         | Гагаринское сельское поселение  |
| 115 | Курово                  | деревня | 0         | Никольское сельское поселение   |
| 116 | Куршево                 | деревня | 76        | Гагаринское сельское поселение  |
| 117 | Курьяново               | деревня | 4         | Гагаринское сельское поселение  |
| 118 | Ларино                  | деревня | 26        | Никольское сельское поселение   |
| 119 | Лебедки                 | деревня | 19        | Кармановское сельское поселение |
| 120 | Лескино                 | деревня | 1         | Гагаринское сельское поселение  |
| 121 | Липцы                   | деревня | 114       | Гагаринское сельское поселение  |
| 122 | Логачиха                | деревня | 3         | Гагаринское сельское поселение  |
| 123 | Ломки                   | деревня | 7         | Никольское сельское поселение   |
| 124 | Ломки                   | деревня | 3         | Никольское сельское поселение   |
| 125 | Ляпино                  | деревня | 80        | Гагаринское сельское поселение  |
| 126 | Макеевское              | деревня | 1         | Никольское сельское поселение   |
| 127 | Максимовка              | деревня |           | Гагаринское сельское поселение  |
| 128 | Малое Токарево          | деревня | 1         | Гагаринское сельское поселение  |
| 129 | Мальцево                | деревня | 172       | Никольское сельское поселение   |
| 130 | Мамоново                | деревня | 271       | Никольское сельское поселение   |
| 131 | Мануйлово               | деревня | 6         | Гагаринское сельское поселение  |
| 132 | Мармолино               | деревня | 9         | Гагаринское сельское поселение  |
| 133 | Машино                  | деревня | 2         | Никольское сельское поселение   |
| 134 | Мелихово                | деревня | 5         | Гагаринское сельское поселение  |
| 135 | Митинка                 | деревня | 0         | Никольское сельское поселение   |
| 136 | Мишино                  | деревня | 25        | Никольское сельское поселение   |
| 137 | Молоченево              | деревня | 76        | Никольское сельское поселение   |
| 138 | Московка                | деревня | 4         | Никольское сельское поселение   |
| 139 | Мостище                 | деревня | 0         | Гагаринское сельское поселение  |
| 140 | Мостище                 | деревня | 22        | Никольское сельское поселение   |
| 141 | Мякотино                | деревня | 0         | Кармановское сельское поселение |
| 142 | Мясоедово               | деревня | 1         | Гагаринское сельское поселение  |
| 143 | Никольск                | деревня | 11        | Гагаринское сельское поселение  |
| 144 | Никольское              | деревня | 1434      | Никольское сельское поселение   |
| 145 | Новая Слобода           | деревня | 2         | Никольское сельское поселение   |
| 146 | Новинское               | деревня | 4         | Гагаринское сельское поселение  |
| 147 | Новое                   | деревня | 6         | Никольское сельское поселение   |
| 148 | Новое Село              | деревня | 9         | Гагаринское сельское поселение  |
| 149 | Орехово                 | деревня | 8         | Кармановское сельское поселение |
| 150 | Осинки                  | деревня | 6         | Гагаринское сельское поселение  |
| 151 | Павлово                 | деревня | 0         | Кармановское сельское поселение |
| 152 | Пальки                  | деревня | 10        | Гагаринское сельское поселение  |
| 153 | Паново                  | деревня | 0         | Гагаринское сельское поселение  |
| 154 | Первитино               | деревня | 219       | Никольское сельское поселение   |
| 155 | Пески                   | деревня | 0         | Гагаринское сельское поселение  |
| 156 | Петрецово               | деревня | 102       | Никольское сельское поселение   |
| 157 | Петрищево               | деревня | 1         | Кармановское сельское поселение |
| 158 | Петрыкино               | деревня | 3         | Никольское сельское поселение   |
| 159 | Петушки                 | деревня | 221       | Кармановское сельское поселение |
| 160 | Плеханово               | деревня | 17        | Гагаринское сельское поселение  |
| 161 | Плешково                | деревня | 1         | Никольское сельское поселение   |
| 162 | Плоское                 | деревня | 17        | Гагаринское сельское поселение  |
| 163 | Поворская Слобода       | деревня | 24        | Никольское сельское поселение   |
| 164 | Подвязье                | деревня | 11        | Никольское сельское поселение   |
| 165 | Подвязье                | деревня | 4         | Гагаринское сельское поселение  |
| 166 | Подсельево              | деревня | 23        | Гагаринское сельское поселение  |
| 167 | Подсосонье              | деревня |           | Никольское сельское поселение   |
| 168 | Покров                  | деревня | 281       | Никольское сельское поселение   |
| 169 | Поличня                 | деревня | 511       | Гагаринское сельское поселение  |
| 170 | Полозово                | деревня | 43        | Гагаринское сельское поселение  |
| 171 | Поповка                 | деревня | 5         | Никольское сельское поселение   |
| 172 | Попово                  | деревня |           | Кармановское сельское поселение |
| 173 | Порубино                | деревня | 1         | Никольское сельское поселение   |
| 174 | Потапово                | деревня | 10        | Никольское сельское поселение   |
| 175 | Потапово                | деревня | 293       | Никольское сельское поселение   |
| 176 | Пречистое               | село    | 847       | Гагаринское сельское поселение  |
| 177 | Привалье                | деревня |           | Никольское сельское поселение   |
| 178 | Прозорово               | деревня | 18        | Гагаринское сельское поселение  |
| 179 | Прохачево               | деревня | 17        | Гагаринское сельское поселение  |
| 180 | Прудня                  | деревня | 12        | Никольское сельское поселение   |
| 181 | Пудыши                  | деревня | 3         | Кармановское сельское поселение |
| 182 | Пырнево                 | деревня | 41        | Гагаринское сельское поселение  |
| 183 | Пышково                 | деревня | 268       | Гагаринское сельское поселение  |
| 184 | Раменка                 | деревня | 0         | Кармановское сельское поселение |
| 185 | Рапово                  | деревня | 17        | Никольское сельское поселение   |
| 186 | Решетниково             | деревня | 21        | Кармановское сельское поселение |
| 187 | Родионово               | деревня | 25        | Никольское сельское поселение   |
| 188 | Родоманово              | деревня | 789       | Гагаринское сельское поселение  |
| 189 | Рождество               | село    | 3         | Никольское сельское поселение   |
| 190 | Ругатино                | деревня | 9         | Кармановское сельское поселение |
| 191 | Руготино                | деревня | 3         | Гагаринское сельское поселение  |
| 192 | Рыльково                | деревня | 0         | Гагаринское сельское поселение  |
| 193 | Рябцево                 | деревня | 3         | Никольское сельское поселение   |
| 194 | Сабурово                | деревня | 20        | Кармановское сельское поселение |
| 195 | Савино                  | деревня | 2         | Кармановское сельское поселение |
| 196 | Саматы                  | деревня | 4         | Никольское сельское поселение   |
| 197 | Самково                 | деревня | 3         | Никольское сельское поселение   |
| 198 | Самуйлово               | деревня | 7         | Никольское сельское поселение   |
| 199 | Самуйлово               | село    | 372       | Кармановское сельское поселение |
| 200 | Свищево                 | деревня | 22        | Гагаринское сельское поселение  |
| 201 | Сельцо                  | деревня | 3         | Никольское сельское поселение   |
| 202 | Семешкино               | деревня | 2         | Никольское сельское поселение   |
| 203 | Сергеевское             | деревня | 52        | Никольское сельское поселение   |
| 204 | Серго-Ивановское        | село    | 582       | Никольское сельское поселение   |
| 205 | Синичино                | деревня |           | Гагаринское сельское поселение  |
| 206 | Скалябино               | деревня | 3         | Никольское сельское поселение   |
| 207 | Слобода                 | деревня | 7         | Никольское сельское поселение   |
| 208 | Станки                  | деревня | 21        | Никольское сельское поселение   |
| 209 | Станки                  | деревня | 14        | Гагаринское сельское поселение  |
| 210 | Старая Слобода          | деревня | 13        | Никольское сельское поселение   |
| 211 | Старики                 | деревня | 63        | Никольское сельское поселение   |
| 212 | Старое                  | деревня | 34        | Гагаринское сельское поселение  |
| 213 | Старое                  | деревня | 4         | Гагаринское сельское поселение  |
| 214 | Старое                  | деревня | 47        | Никольское сельское поселение   |
| 215 | Староселье              | деревня | 199       | Кармановское сельское поселение |
| 216 | Степаники               | деревня | 2         | Гагаринское сельское поселение  |
| 217 | Столбово                | деревня | 99        | Гагаринское сельское поселение  |
| 218 | Стопчище                | деревня | 15        | Гагаринское сельское поселение  |
| 219 | Сторожевое              | деревня | 0         | Никольское сельское поселение   |
| 220 | Струя                   | деревня | 2         | Никольское сельское поселение   |
| 221 | Твердуново              | деревня | 0         | Кармановское сельское поселение |
| 222 | Телятовка               | деревня | 6         | Никольское сельское поселение   |
| 223 | Тёплое                  | деревня | 1         | Никольское сельское поселение   |
| 224 | Тетеревлево             | деревня | 2         | Кармановское сельское поселение |
| 225 | Тетери                  | деревня | 51        | Гагаринское сельское поселение  |
| 226 | Титово                  | деревня |           | Кармановское сельское поселение |
| 227 | Токарево                | деревня | 67        | Никольское сельское поселение   |
| 228 | Токарево                | село    | 861       | Никольское сельское поселение   |
| 229 | Тращеево                | деревня | 8         | Никольское сельское поселение   |
| 230 | Трубино                 | деревня | 85        | Гагаринское сельское поселение  |
| 231 | Труфаны                 | посёлок |           | Гагаринское городское поселение |
| 232 | Тюлино                  | деревня | 7         | Никольское сельское поселение   |
| 233 | Усилительный Пункт      | деревня | 144       | Никольское сельское поселение   |
| 234 | Ферма Новое             | деревня | 58        | Никольское сельское поселение   |
| 235 | Филиппово               | деревня | 2         | Гагаринское сельское поселение  |
| 236 | Фокино                  | деревня | 1         | Гагаринское сельское поселение  |
| 237 | Холзаково               | деревня |           | Никольское сельское поселение   |
| 238 | Холопово                | деревня | 0         | Никольское сельское поселение   |
| 239 | Холопьево               | деревня | 2         | Гагаринское сельское поселение  |
| 240 | Хреновая                | деревня | 9         | Кармановское сельское поселение |
| 241 | Черногубцево            | деревня | 253       | Гагаринское сельское поселение  |
| 242 | Чуйково                 | деревня | 62        | Кармановское сельское поселение |
| 243 | Шапкино                 | деревня |           | Гагаринское сельское поселение  |
| 244 | Шарапово                | деревня | 5         | Гагаринское сельское поселение  |
| 245 | Шастово                 | деревня | 11        | Никольское сельское поселение   |
| 246 | Шилово                  | деревня | 37        | Гагаринское сельское поселение  |
| 247 | Шипари                  | деревня | 0         | Никольское сельское поселение   |
| 248 | Ширяиха                 | деревня | 1         | Гагаринское сельское поселение  |
| 249 | Ширяйкино               | деревня | 5         | Никольское сельское поселение   |
| 250 | Шумиловка               | деревня |           | Гагаринское сельское поселение  |
| 251 | Щекино                  | деревня | 7         | Никольское сельское поселение   |
| 252 | Щиголево                | деревня | 10        | Никольское сельское поселение   |
| 253 | Юрино                   | деревня | 162       | Гагаринское сельское поселение  |
| 254 | Юханово                 | деревня | 0         | Гагаринское сельское поселение  |
| 255 | Ярыжки                  | деревня | 27        | Гагаринское сельское поселение  |

### Упразднённые населенные пункты
- Дровники - дата упразднения неизвестна

- 2001 г. — Ельня (Родомановское сельское поселение), Затворово, Михалкино, Носовые, Облицово, Триселы, Фролово, Щемелинки[31].

## Экономика

Вазузское водохранилище на территории Гагаринского района

Преобладает сельское хозяйство, специализирующееся на мясомолочном животноводстве, картофелеводстве, льноводстве. С 2009 года — лесоперерабатывающая промышленность: «Гагаринский Фанерный Завод». Выручка (2010 год) — 2,249 млрд руб.
В 2006 году реконструирован Серго-Ивановский кирпичный завод Завод оснащен современным импортным оборудованием, выпускает керамический кирпич. Мощность завода — 100 тыс. нат. шт. кирпича в день. Кирпич производится в основном для нужд Москвы и Московской области. Завод имеет собственное глиняное месторождение.
В 2009 году создан Гагаринский бетонный завод.
2010 г. — объём отгруженных товаров собственного производства по виду обрабатывающие производства — 5,5 млрд руб.

## Транспорт
Автодороги — М1 «Беларусь», железнодорожный транспорт — линия «Москва—Смоленск».

## Достопримечательности и культура
- Объединённый мемориальный музей Ю. А. Гагарина
- Православный храм во имя иконы Божией Матери «Всех скорбящих Радосте»
- Часовня-купель на чтимом источнике во имя иконы Божией Матери «Всех скорбящих Радосте»